# Flügelader

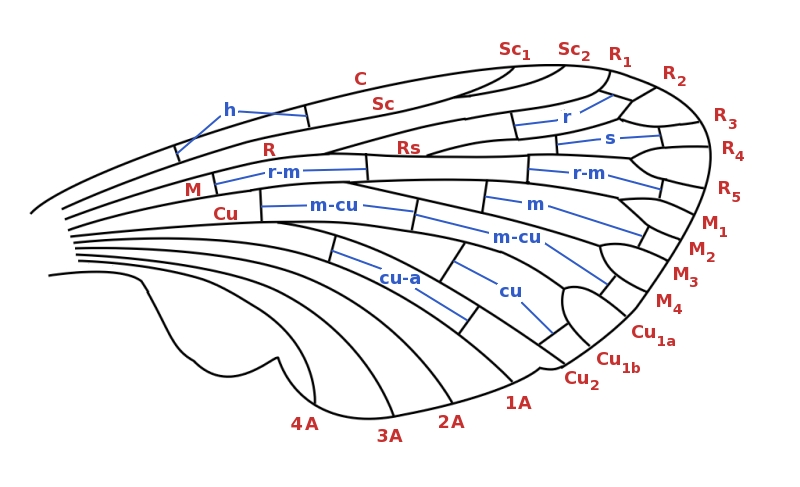
Benennung der Flügeladern der Insekten nach dem Comstock-Needham-System.

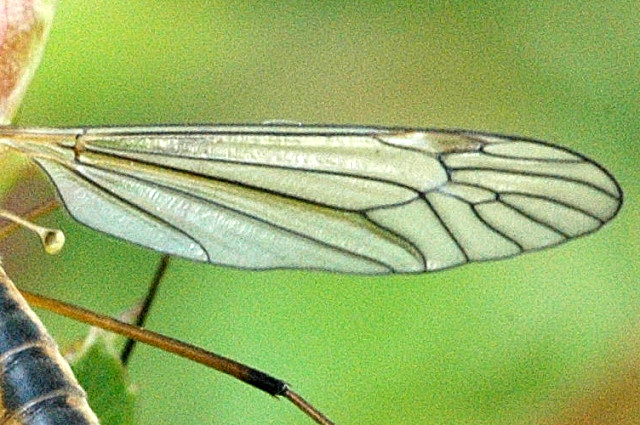
Flügeladerung der Gefleckten Wiesenschnake. Bei den Zweiflüglern sind nur die Vorderflügel entwickelt, das hintere Flügelpaar ist zu Schwingkölbchen rückgebildet.

Als Flügelader (von „Ader“) wird im Flügel von Insekten jede quer oder längs verlaufende Versteifung bezeichnet. Die Flügeladern bilden meist ein dichtes Netzwerk, das sogenannte Flügelgeäder oder kurz Geäder. Die großen Längsadern („Flügelvenen“) sind hohl und enthalten blutartige Hämolymphe sowie einen Nerv und einen Tracheenast. Die Hämolymphe auch der Flügeladern wird in pulsierender Bewegung gehalten. Die Queradern und die Enden der Längsadern sind meist massiv und besitzen keinen Hohlraum.

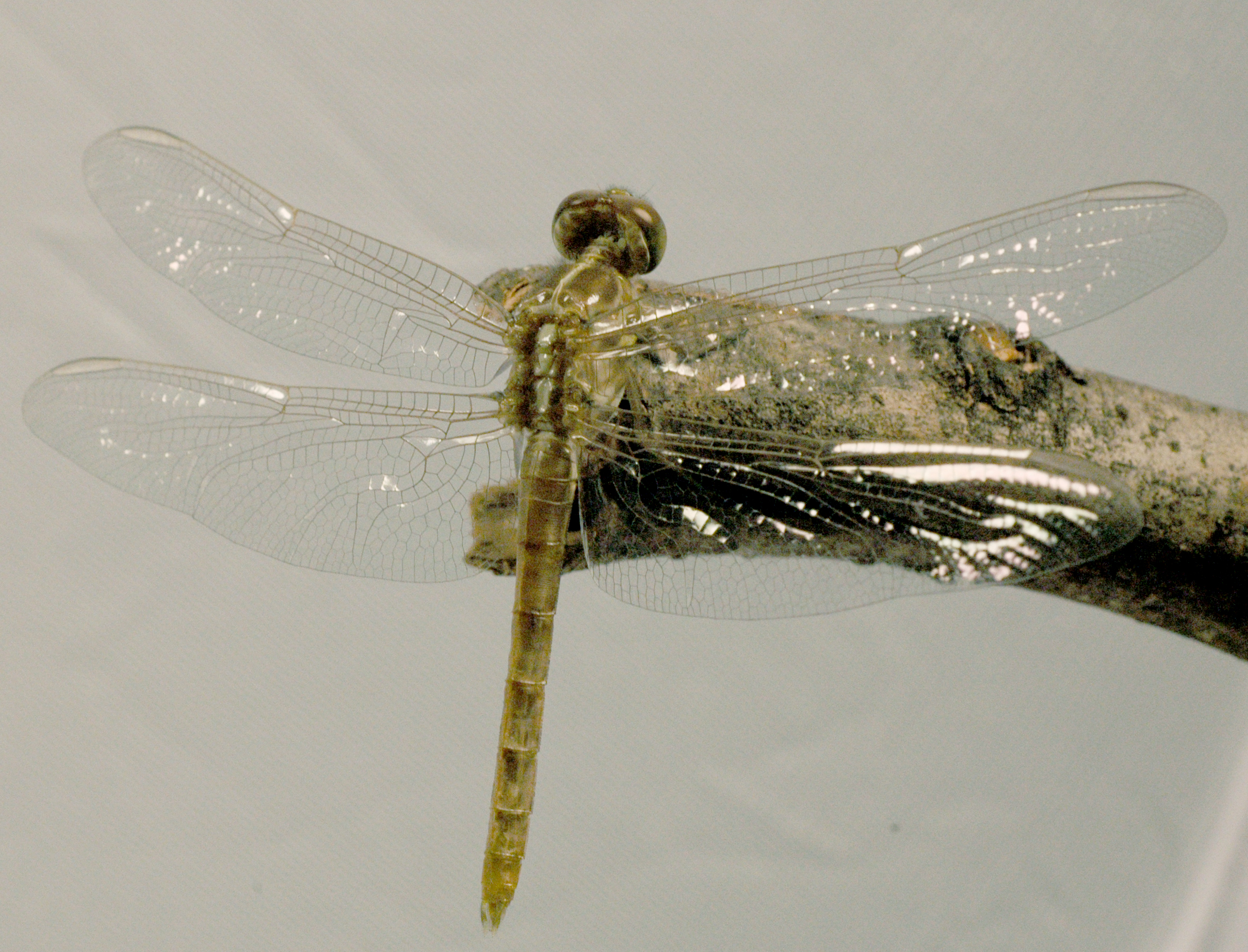
Metamorphose einer Libelle: Aushärtung der gespreizten Flügel

Die Flügelvenen spielen bei vielen Insekten eine wichtige Rolle bei der Entfaltung der noch weichen Flügel nach dem Schlupf aus der Puppe beziehungsweise der Exuvie des letzten Larvenstadiums. Auch nach dem Erhärten (Sklerotisierung) sind einige der Adern mit Hämolymphe gefüllt. Sie versorgen beispielsweise die Drüsen für die Duftschuppen von Schmetterlingen. Nerven und Tracheen bleiben teilweise erhalten und dienen unter anderem zur Versorgung von Sinnesorganen auf der Flügeloberfläche. Bei Florfliegen befindet sich in einer der vorderen Längsadern der Vorderflügel ein komplettes Hörorgan (Tympanalorgan). Männliche Langfühlerschrecken haben im Vorderflügel ein besonders ausgeprägtes Flügelgeäder, welches zur Schallerzeugung dient und das Stridulationsorgan sowie die dazugehörigen Resonanzstrukturen bildet.

## Phylogenetische Forschung
Anhand der Morphologie der Flügeladerung werden Insektenpopulationen miteinander verglichen, um aus der Variabilität der Äderungen u. a. Rückschlüsse auf ihre Phylogenese, Populationsgenetik und Populationsdynamik zu ziehen, beispielsweise bei der gut untersuchten Honigbiene.
Auch in der paläontologischen Forschung trägt die Analyse der Flügeladerung zur Identifizierung von in Bernstein inkludierten Fossilien bei.